# 五指指鼬鳚
五指指鼬鳚（学名：Dicrolene quinquarius），又名五指絲指鼬魚，为蛇鳚科指鼬鳚属的鱼类。分布于分布达日本南部相模湾、御前崎冲、土佐湾及琉球群岛以西等海区以及东中国海琉球海沟水深900-1140米海区等，属于西北太平洋暖温带水深900-1140米海区的底层海鱼。该物种的模式产地在日本南部相模湾。